# André Even
André Even   (Pont-l'Évêque, 14 de gener de 1926 - Pont-l'Évêque, 10 d'octubre de 2009) fou un jugador de bàsquet francès que va competir durant la dècada de 1940.
El 1948 va prendre part en els Jocs Olímpics de Londres, on guanyà la medalla de plata en la competició de bàsquet. Entre 1948 i 1949 jugà 6 partits amb la selecció francesa.